# Dolomedes triton
Dolomedes triton är en spindelart som först beskrevs av Charles Athanase Walckenaer 1837.  Dolomedes triton ingår i släktet Dolomedes och familjen vårdnätsspindlar. Inga underarter finns listade i Catalogue of Life.

## Föda
Arten har observerats predera på fisk, bland annat Carassius auratus, Gambusia holbrooki, Gambusia affinis, Gila ditaenia, Fundulus chrysotus, Heterandria formosa och Ictalurus punctatus .